# Will Stuart

a Compétitions nationales et continentales officielles uniquement.

b Matchs officiels uniquement.
Dernière mise à jour le 4 août 2025.
Will Stuart, né le 12 juillet 1996 à Westminster (Angleterre), est un joueur international anglais de rugby à XV. Il joue au poste de pilier droit au Bath Rugby.

## Biographie
Stuart a commencé à jouer au rugby au Andover RFC dans le Hampshire avant de passer par le Salisbury RFC dans le Wiltshire, alors qu'il est scolarisé au Radley College dans l'Oxfordshire,.
Ayant intégré l'académie des Wasps, Stuart est dans un premier temps prêté dans les clubs de Ligue nationale 1 De Blackheath et Moseley, avant de séjourner en Championship à Nottingham,.
Stuart fait ses débuts avec les Wasps le 4 novembre 2016 contre les Sale Sharks.
Le 18 janvier 2018 il signe à Bath pour la saison 2019-2020. À l'issue de cette première saison, il est retenu dans l'équipe type de Premiership.
Stuart est appelée une première fois en équipe d'Angleterre le 20 janvier 2020 pour le Six Nations 2020. Se révélant précieux en mêlée fermée notamment, il fait partie des révélations de l'équipe d'Angleterre qui remporte le Tournoi des Six Nations et la Coupe d'automne des nations.
Fin juin 2023, il est sélectionné avec le XV de la Rose par Steve Borthwick dans un groupe de 41 joueurs pour les matchs de préparation à la Coupe du monde 2023,. Quelques semaines plus tard, il est retenu dans le groupe final pour participer au Mondial,.
Durant la saison 2023-2024, Will Stuart est sélectionné pour le Tournoi des Six Nations 2024. Puis, il entre en jeu lors de la finale de Premiership perdue 25 à 21 contre les Northampton Saints,.
Début mai 2025, il est convoqué pour la tournée des Lions britanniques et irlandais en Australie. Il honore sa première sélection avec cette équipe face à l'Australie le 19 juillet suivant. 

## Palmarès

### En club
- Bath Rugby
  - Finaliste du Championnat d'Angleterre en 2024.
  - Vainqueur de la Challenge Cup en 2025.
  - Vainqueur du Championnat d'Angleterre en 2025.

### En équipe nationale
- Angleterre -20
  - Vainqueur du Championnat du monde junior en 2016.
- Angleterre
  - Vainqueur du Tournoi des Six Nations en 2020.
  - Vainqueur de la Coupe d'automne des nations en 2020.
  - Troisième de la Coupe du monde en 2023.

### Distinctions personnelles
- Membre de l'équipe type du Championnat d'Angleterre en 2020.
- Membre de l'équipe type du Tournoi des Six Nations en 2025.